# US 오픈 (골프)
US 오픈 챔피언십(United States Open Championship) 또는 US 오픈(US Open)은 매년 개최되는 4대 메이저 골프 대회의 하나이다. 1895년 처음 시작되었다.

## 역대 우승자
- 2025: J.J 스폰
- 2024: 브라이슨 디샘보
- 2023: 윈덤 클라크
- 2022: 매튜 피츠패트릭
- 2021: 존 람
- 2020: 브라이슨 디샘보
- 2019: 개리 우드랜드
- 2018: 브룩스 켑카
- 2017: 브룩스 켑카
- 2016: 더스틴 존슨
- 2015: 조던 스피스
- 2014: 마르틴 카이머
- 2013: 저스틴 로즈
- 2012: 웹 심슨
- 2011: 로리 매킬로이
- 2010: 그레임 맥다월
- 2009: 루카스 글로버
- 2008: 타이거 우즈
- 2007: 앙헬 카브레라
- 2006: 제프 오길비
- 2005: 마이클 캠벨
- 2004: 레티프 구센
- 2003: 짐 퓨릭
- 2002: 타이거 우즈
- 2001: 레티프 구센
- 2000: 타이거 우즈
- 1999: 페인 스튜어트
- 1997: 어니 엘스
- 1994: 어니 엘스
- 1991: 페인 스튜어트
- 1980: 잭 니클라우스
- 1972: 잭 니클라우스
- 1967: 잭 니클라우스
- 1962: 잭 니클라우스

## 같이 보기
- 마스터스 토너먼트
- PGA 챔피언십
- 디 오픈 챔피언십